# Distretto di Dong (Gwangju)
Dong (Hangŭl: 동구; Hanja: 東區) è un distretto di Gwangju. Ha una superficie di 48,87 km² e una popolazione di 103.662 abitanti al 2010.